# Tarbert, Jura
Tarbert är en by på Tarbert Bay, på ön Jura östkust, i Argyll and Bute, Skottland. Byn är belägen 17 km från Craighouse. Väg A846 passerar orten. Det hade en gång ett kapell.